# مريبيل عدسي الزغب
مريبيل عدسي الزغب (الاسم العلمي:Meripilus lentifrondosus) هو نوع من الفطريات يتبع جنس المريبيل من الفصيلة المريبيلية.